# 関湊
関 湊（せき みなと、1907年（明治40年）12月12日 - 1984年（昭和59年）9月14日）は日本の実業家、学校法人経営者。

## 人物概要
昭和期の日本の実業家・学校法人経営者。明治期に西周らにより設立された獨逸学協会学校を母体とした学校法人獨協学園再建を天野貞祐（元文部大臣）と根津嘉一郎（東武鉄道2代目総帥）から託され、獨協医科大学等を創設し現在の獨協学園の基礎を作った。獨協学園理事長を務めた他、社会福祉法人関記念会の発起人会を立ち上げ設立に大きく尽力した。現在は獨協医科大学を協力病院とし、地域の高齢者福祉の中核事業を担う存在にまで成長している。

## 来歴
- 1907年（明治40年）： 栃木県さくら市（旧喜連川町）に生まれる
- 東武常磐運輸株式会社社長
- 1964年： 学校法人獨協学園 常務理事
- 1967年 - 1984年： 学校法人獨協学園 理事長
- 1964年： 獨協大学創設
- 1973年： 獨協医科大学創設
- 1974年： 獨協医科大学病院開院
- 1974年： 獨協医科大学附属看護専門学校開学
- 1980年： 獨協埼玉高校創設
- 1984年： 獨協医科大学越谷病院開院
- 1984年： 姫路獨協大学創設準備（建設中に逝去）
- 1984年： 獨協学園葬
- 1984年： 社会福祉法人関記念栃の木会設立

## 受章
- 勲三等瑞宝章受章
- ドイツ連邦共和国功労勲章大功労十字章授与
- 栃木県下都賀郡壬生町名誉町民